# Jack Nitzsche
Bernard Alfred «Jack» Nitzsche (Chicago, 22 d'abril de 1937 - Los Angeles, 25 d'agost de 2000) va ser un músic, arranjador, compositor i productor discogràfic estatunidenc. Va començar a destacar a principis de la dècada del 1960 com a mà dreta del productor Phil Spector, i va continuar treballant amb artistes com The Rolling Stones, Neil Young i Willy DeVille, entre d'altres.
També va compondre música per a cinema en pel·lícules com ara Move Over, Darling, L'exorcista, Algú va volar sobre el niu del cucut, Porno dur, El tall de la navalla i Starman. El 1983 va guanyar l'Oscar a la millor cançó original per «Up Where We Belong» de la pel·lícula Oficial i cavaller.

## Discografia
- The Lonely Surfer (Reprise, 1963)
- Dance to the Hits of The Beatles (Reprise, 1964)
- Chopin '66 (Reprise, 1966)
- St. Giles Cripplegate (Reprise, 1972)
- OSR Blue Collar (MCA, 1978)
- OSR The Razor's Edge (Southern Cross, 1984)
- OSR The Hot Spot (Island, 1990)
- OSR The Indian Runner amb David Lindley (Capitol, 1991)
- OSR Revenge (Silva America, 1995)

Amb Crazy Horse
- Crazy Horse (Reprise, 1971)

Amb The Rolling Stones
- The Rolling Stones No. 2 (Decca, 1965)
- Out of Our Heads (Decca, 1965)
- Aftermath (Decca, 1966)
- Between the Buttons (Decca, 1967)
- Let It Bleed [Decca (UK), London (US), 1969] (arranjador)
- Sticky Fingers (Rolling Stones, 1971)
- Emotional Rescue (Rolling Stones, 1980) (arranjador))

Amb Neil Young
- "Expecting to Fly" (de l'àlbum Buffalo Springfield Again, Atco, 1967)
- Neil Young (Reprise, 1968)
- After the Gold Rush (Reprise, 1970)
- Harvest (Reprise, 1972)
- Time Fades Away (Reprise, 1973)
- Tonight's the Night (Reprise, 1975)
- Life (Geffen, 1987)
- Harvest Moon (Reprise, 1992) (arranjador))
- Live at the Fillmore East (Reprise, 2006, gravat 1970)
- "Cinnamon Girl" (live at the Fillmore East – March 7, 1970) (Reprise, 2009, gravat el 1970)
- Tuscaloosa (Reprise, 2019, gravat el 1973)

- The Archives Vol. 1 1963–1972 (Reprise, 2009)
- Neil Young Archives Volume II: 1972–1976 (Reprise, 2020)